# Escadron de Transport Mixte 1/40 Moselle

L'Escadron de Transport Mixte 1/40 Moselle était une unité de transport de l'Armée de l'air française équipée de TBM700 et d'hélicoptères AS555UN Fennec.

## Historique
- 1er septembre 2004 : création du 1/40 à Metz, issu du fusionnement de l'ETE 41 Verdun et l'EH 2/67 Valmy, unités déjà implantées à Frescaty[1].
- 12 septembre 2012 : l'ETM 1/40 Moselle est dissous pour redevenir l'Escadron de transport 41 Verdun, toujours sur la base de Dijon

## Escadrilles
- Verdun sur TBM-700
- Valmy sur Fennec

## Bases
- Base aérienne 128 Metz-Frescaty de la création de l'escadron jusqu'au 30 août 2011
- BA102 Dijon-Longvic du 30 août 2011 à la dissolution de l'escadron, le 12 septembre 2012

## Appareils
- Fennec
- TBM-700